# Sinking Spring (Pensilvania)
Sinking Spring es un borough ubicado en el condado de Berks en el estado estadounidense de Pensilvania. En el año 2000 tenía una población de 2.639 habitantes y una densidad poblacional de 757 personas por km².

## Geografía
Sinking Spring se encuentra ubicado en las coordenadas 40°19′29″N 76°01′21″O / 40.32472, -76.02250.

## Demografía
Según la Oficina del Censo en 2000 los ingresos medios por hogar en la localidad eran de $35,078 y los ingresos medios por familia eran $50,064. Los hombres tenían unos ingresos medios de $36,875 frente a los $24,635 para las mujeres. La renta per cápita para la localidad era de $23,053. Alrededor del 11.6% de la población estaba por debajo del umbral de pobreza.